# Bayan (cruzador de 1907)
O Bayan (Баянъ) foi um cruzador blindado operado pela Marinha Imperial Russa e a quarta e última embarcação da Classe Bayan, depois de um primeiro Bayan, do Admiral Makarov e do Pallada. Sua construção começou em agosto de 1905 no Novo Estaleiro do Almirantado em São Petersburgo e foi lançado ao mar em agosto de 1907, sendo comissionado em julho de 1911. Era armado com uma bateria principal de dois canhões de 203 milímetros em duas torres de artilharia individuais, tinha um deslocamento de sete mil toneladas e alcançava uma velocidade máxima de 21 nós.
O Bayan passou sua carreira como membro da Frota do Báltico. A Primeira Guerra Mundial começou em 1914 e ele foi rapidamente modificado para carregar minas navais, conduzindo várias operações de criação de campos minados ou escoltando outros navios fazendo o mesmo. Também participou de alguns confrontos inconclusivos contra forças alemãs, incluindo a Batalha da Gotlândia em 1915. Também participou da Batalha do Estreito de Moon durante a invasão das ilhas estonianas em 1917, durante a qual foi danificado. Foi descomissionado em 1918 e desmontado em 1922.

## Características

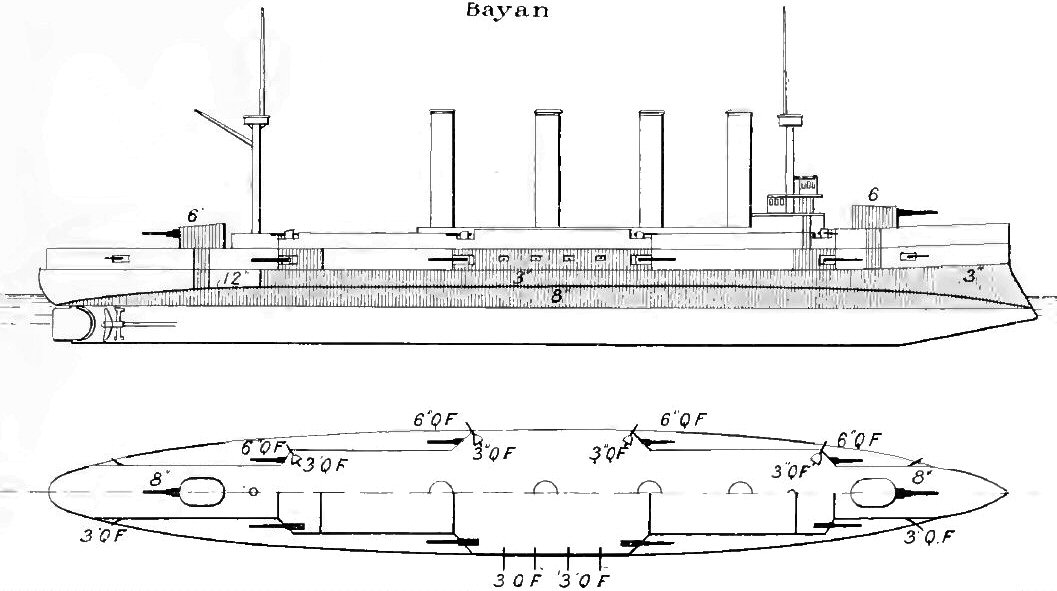
Desenho da Classe Bayan

O Bayan tinha 137 metros de comprimento de fora a fora, boca de 17,5 metros, calado de 6,7 metros e deslocamento de 7 874 toneladas. Seu sistema de propulsão tinha 26 caldeiras Belleville que alimentavam dois motores verticais de tripla expansão, cada um girando uma hélice. A potência indicada era de 16,7 mil cavalos-vapor (12,3 mil quilowatts) para uma velocidade máxima de 21 nós (39 quilômetros por hora), mas durante seus testes marítimos alcançou 19,7 mil cavalos-vapor (14 410 quilowatts) para 22,55 nós (41,76 quilômetros por hora). Sua tripulação tinha 568 oficiais e marinheiros.
O armamento principal era de dois canhões de 203 milímetros em duas torres de artilharia únicas, uma à vante e outra à ré. A bateria secundária era de oito canhões de 152 milímetros em casamatas nas laterais do casco. A defesa contra barcos torpedeiros consistia em vinte canhões de 75 milímetros em casamatas e montagens giratórias, mais quatro canhões Hotchkiss de 47 milímetros. Também tinha dois tubos de torpedo submersos de 457 milímetros. A blindagem era feita de aço Krupp e seu cinturão tinha de noventa a 175 milímetros de espessura. O convés tinha cinquenta milímetros, já as casamatas eram protegidas por uma camada de sessenta milímetros. As torres de artilharia tinham laterais de 132 milímetros, enquanto a torre de comando tinha paredes de 136 milímetros.
Oito dos canhões de 75 milímetros localizados na casamata central foram removidos no início de 1916, enquanto as armas restantes foram removidas até o início do ano seguinte. Um canhão adicional de 203 milímetros foi adicionado na linha central à vante do mastro principal por volta da mesma época; ele supostamente deveria ser protegido por um escudo, mas sua instalação não pode ser confirmada. Além disso, mais quatro canhões de 152 milímetros foram adicionados ao convés superior, dois em cada lateral.

## Carreira

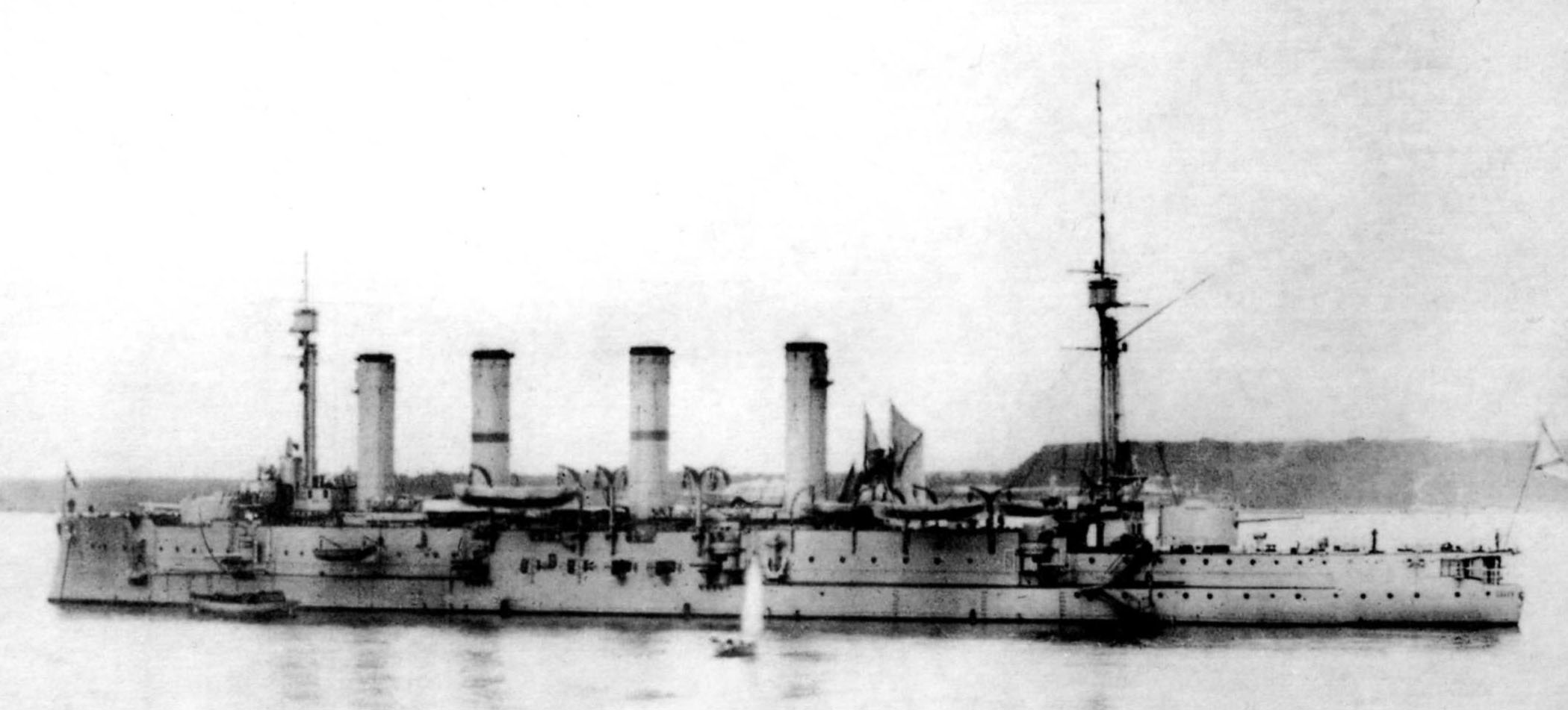
O Bayan c. 1912–1914

A construção do Bayan começou em 15 de agosto de 1905 no Novo Estaleiro do Almirantado em São Petersburgo, porém seu batimento de quilha cerimonial só ocorreu no mesmo dia de seu lançado ao mar, 15 de agosto de 1907. Foi nomeado em homenagem ao cruzador blindado Bayan, capturado na Guerra Russo-Japonesa; ambos derivavam seu nome do bardo lendário Bojan. O navio foi finalizado no início de 1911 e comissionado em 14 de julho, passando toda a sua carreira como um membro na Frota do Báltico.
A Primeira Guerra Mundial começou em 1914 e o Bayan foi designado para a Brigada de Cruzadores. Foi modificado em dezembro para carregar até 110 minas navais. Sua primeira operação de criação de campos minados ocorreu no mesmo mês, quando fez parte de um grupo de navios que minaram as entradas da Baía de Danzig. Deu cobertura na noite de 12 de janeiro de 1915 para outros cruzadores criando campos minados perto de Bornholm e Rúgia. O Bayan, seu irmão Admiral Makarov e dois cruzadores protegidos travaram um breve confronto contra o cruzador rápido alemão SMS München na noite de 6 para 7 de maio enquanto davam cobertura para outra operação próxima de Libau.
Participou em 2 de julho da Batalha da Gotlândia, quando transmissões alemãs interceptadas e decodificadas informaram os russos que seus inimigos estavam no mar criando um campo minado perto das Ilhas Åland. O Bayan, Admiral Makarov, o cruzador blindado Rurik, os cruzadores protegidos Bogatyr e Oleg mais o contratorpedeiro Novik já estavam no mar à caminho de bombardear Memel. O Rurik e Novik se separaram no meio de uma neblina, mas o resto da força encontrou o cruzador rápido SMS Augsburg e vários barcos torpedeiros escoltando o lança-minas SMS Albatross. Os russos concentraram seus disparos no Albatross, que foi forçado a encalhar em águas territoriais suecas para não afundar, enquanto as embarcações restantes fugiram para o sul. Os russos estavam com pouca munição quando encontraram outros dois cruzadores alemães, recuando depois do Bayan ter brevemente enfrentado o cruzador blindado SMS Roon. O Bayan disparou quarenta projéteis de 203 milímetros e foi acertado por um de 210 milímetros, mas este causou apenas danos superficiais e feriu dois tripulantes; o navio perdeu uma antena por conta de um quase acerto. Os russos reivindicaram acertos, mas isto não é confirmado.
O Bayan se tornou em 1917 a capitânia do vice-almirante Mikhail Bakirev, que comandava todas as forças navais russas no Golfo de Riga. Os alemães invadiram as ilhas estonianas de Ösel, Dagö e Moon em outubro, com o cruzador sendo enviado no dia 17 para defender a entrada sul do Estreito de Moon. Draga-minas alemães limparam os campos minados na entrada e o Bayan os atacou junto com couraçado pré-dreadnought Grazhdanin, enquanto o pré-dreadnought Slava enfrentou os couraçados dreadnought SMS König e SMS Kronprinz. Bakirev ordenou que suas forças recuassem depois do Slava ser alvejado, com o Bayan sendo o último navio a recuar e foi atingido por um projétil de 305 milímetros do König. O projétil penetrou o convés perto da torre de artilharia de vante e iniciou um incêndio no compartimento de cabos que durou até o dia seguinte. Fragmentos do projétil destruíram uma antepara e soltaram algumas placas do fundo da embarcação. O incêndio foi perto do depósito de munição de vante e este foi inundado como precaução. Aproximadamente mil toneladas de água entraram no Bayan e seu calado aumentou para 7,9 metros. Cinco tripulantes morreram e três ficaram feridos. O navio mesmo assim conseguiu escapar e fugiu para a Finlândia no dia seguinte. O Bayan foi descomissionado em 1918 e desmontado em 1922 em Estetino, na Alemanha.